# Barranc de la Santa
El barranc de la Santa és un barranc, afluent del riu de les Esglésies. Discorre íntegrament pel terme de Sarroca de Bellera, al Pallars Jussà.
El barranc es forma al vessant sud-oriental del Tossal Gros, prop de la Borda del Teuler, des d'on baixa cap al sud-est, i al cap poc rep per la dreta el barranc del Pinar. El primer tram discorre fent una línia bastant recta, però a mesura que s'acosta al fons de la vall, comença a avançar fent amples revolts. En els dos darrers marca el turó on es dreça Castellgermà.